# Lunda (peuple)
Pour les articles homonymes, voir Lunda.
Les Lunda sont une population de langue bantoue d'Afrique centrale et australe, vivant dans le sud de la République démocratique du Congo (Lualaba, Kasai-Central, Kwango, Kwilu), dans le nord de la Zambie et dans l'est de l'Angola.
D'un point de vue culturel et linguistique, ils sont proches de leurs voisins Lubas, avec lesquels ils ont des liens historiques, depuis le mariage du prince luba Tshibind Irung avec la mythique reine lunda Ruwej, considérée comme la "Mère de la Nation" lunda.
Tshibind Irung s'empara par ruse du Rukan de la reine Ruwej, du bracelet sacré qui symbolise le pouvoir, et devint Roi. Après son règne, ce fut son fils, appelé Yav a Irung, qui lui succéda et devint le tout premier Mwant Yav, le souverain suprême des Lundas. Mwant Yav, son nom initialement, deviendra le titre de tous les empereurs lundas qui vont lui succéder.

## Ethnonymie
Selon les sources et le contexte, on observe de multiples formes : Alunda, Alund, Aluunda, Aluund, Arunda, Arunde, Arund, Aruund, Balonde, 
Balounda, Balunda, Kalunda, Lounda, Loundas, Lownda, Lunda du Kasaï, Lunda du Mwant Yav, Lunda du Nord, Lunda du Shaba, Lunda du Sud, Lunda méridionaux, Lunda septentrionaux, Lundas, Luntu, Luunda, Mahundo, Noembo, Ruund, Valunda.

## Population
C'est un peuple d'agriculteurs bantous. Comme leurs voisins Lubas, ils cultivent le maïs et le mil, le manioc, les bananes plantains, les arachides, le mais, le coton et le tabac... Mais des nombreux autres lundas travaillent aussi dans les mines et les industries du Katanga.

## Langue
Leur langue est le lunda, une langue bantoue, dont le nombre de locuteurs était estimé en 2001 à 450 000 au Congo, autant en Zambie et 178 000 en Angola.

## Histoire
Aux XVIe et XVIIe siècles, leur royaume était l'un des plus puissants d'Afrique centrale. Il s'est étendu au siècle suivant grâce au commerce du sel, de l'ivoire, du cuivre et des esclaves, mais son déclin s'est amorcé au XIXe siècle en raison de la progression des Portugais et des Belges.

## Culture

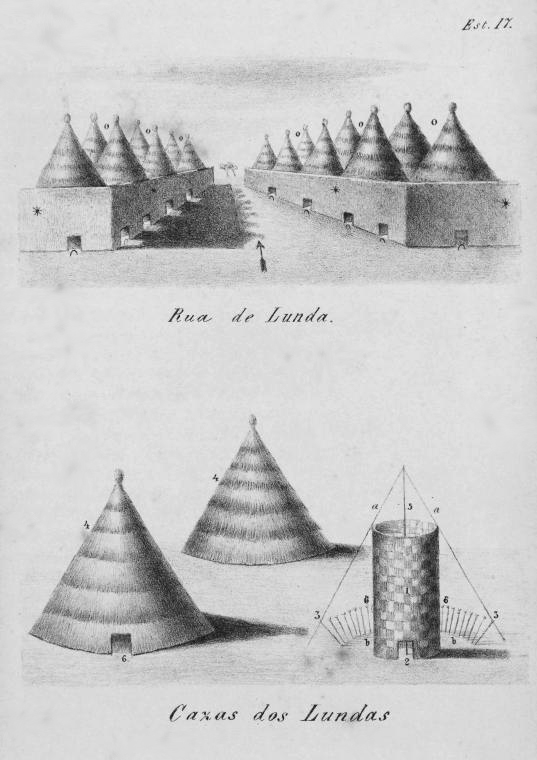
Rue et maisons traditionnelles Lunda

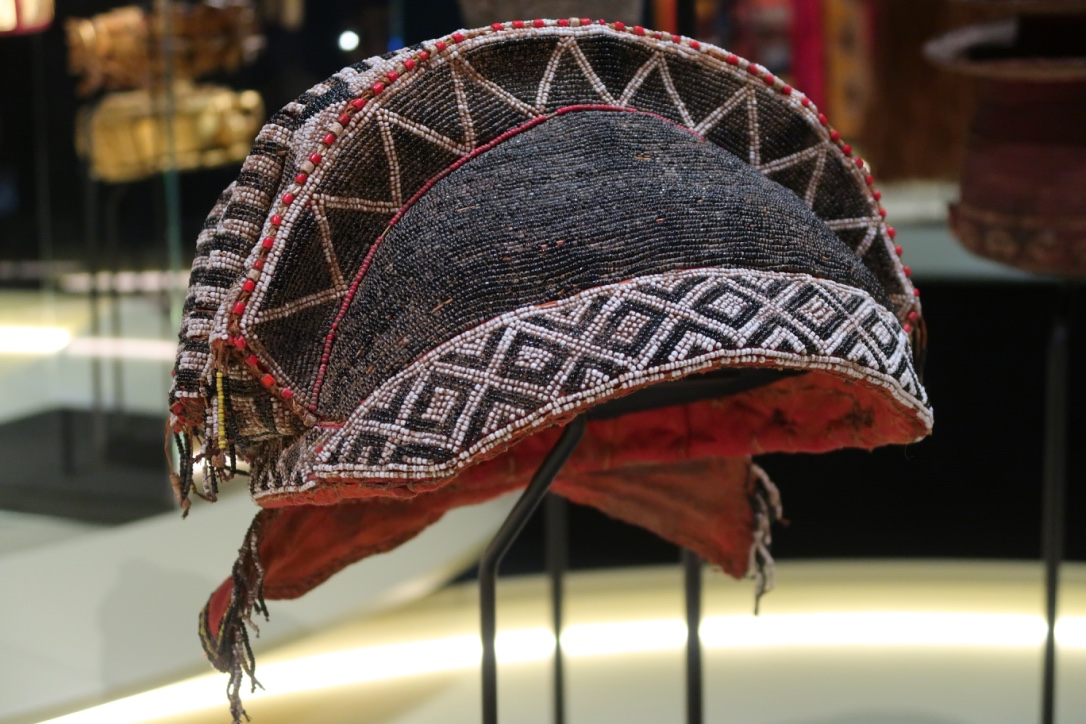
Coiffe de dignitaire masculin ou féminin, Lunda et Tchokwe. XXe siècle

La littérature orale lunda est très riche, en contes, proverbes et autres maximes, qui traduisent le mode de pensée, les rites et traditions lunda. La musique occupe également une place importante, avec des chansons et des rythmes adaptés à toutes les circonstances de la vie : la naissance, le mariage, la mort ou encore les grandes cérémonies, les parades où sont représentés l'empereur Mwant Yav et ses principaux dignitaires. La cérémonie de la circoncision, le Mukand, est un autre moment de la vie de la communauté, en tant que rite de passage de l'enfance à l'adolescence. Tout comme le mariage, qui engage deux familles et entraîne l'observance de divers rituels pour sceller l'alliance entre les deux familles. Sur le plan religieux, depuis la fin du XIXe siècle, les Lunda croyaient en un dieu unique, Nzamb Katang, créateur de toute chose sur terre : c'était un dieu qui n'intervenait pas directement dans la vie des croyants. Pour le solliciter, les Lunda imploraient les Ancêtres, qu'ils priaient autour de l'arbre sacré Mulemb, au pied duquel étaient déposées, tous les jours, des offrandes de nourriture, et à qui l'on s'adressait pour le remercier ou lui demander assistance selon les circonstances de la vie.
Par la suite, les Lunda ont été convertis au catholicisme.

### Discographie
- Anthologie de la musique congolaise – RDC, vol. 1 : Musiques des Lunda du Katanga, (collecteur Jos Gansemans), Musée royal de l'Afrique centrale/Fonti musicali (CD + livret)